# 영국 의회의 해산
영국 의회의 해산 (Dissolution of the Parliament of the United Kingdom)은 영국에서 새로운 의회와 정부 출범을 위한 총선에 앞서 기존의 의회를 해산하는 것을 말한다. 의회 해산은 총선일로부터 주말 제외 평일 25일 전에 이뤄진다. 본래 영국 국왕이 행사할 수 있는 고유 권한이었으나, 지금은 명목상의 권리로만 남고 실제로는 총리가 건의하면 받아들이는 방식으로 이뤄지고 있다. 가장 최근에는 2019년 11월 6일 해산이 이뤄졌으며, 2019년 12월 12일 총선이 치러지게 되었다.
예전에는 총선일로부터 17일 전이었으나, 2011년 고정임기 의회법 도입에 따라 2015년 총선부터 선거일 전 25일 해산 규칙이 자리를 잡았다. 당시 영국 정치권은 1924년 이후 89년 만에 가장 긴 기간 동안 의회 없이 지내게 되었다. 하지만 2011년 고정임기 의회법은 별도의 첨부조항에 근거해 국왕의 해산 권한을 해치지는 않도록 설정하였다.
해산과 동시에 의회는 정회 내지는 휴회되며, 영국 국회의원의 임기도 종료된다. 또 국회의사당인 웨스트민스터 궁전에도 출입하지 않게 된다. 다만 국회의원 본인과 보좌진의 급여는 총선일까지 계속 지급된다. 한편으로 총리가 의회 해산일을 선언한 후 며칠 간, 의회는 그동안 남아있던 일부 입법 절차를 빠르게 마무리하는 기간에 돌입하게 되는데, 이를 워시업 기간 (wash-up period)이라 부른다.

## 해산 절차
영국 국왕은 포고 (royal proclamation)를 통해 새 의회를 소집한다. 새 의회가 소집되는 날짜를 확정하며, 영국 귀족원의 성직귀족과 세속귀족에게 소집령을 발송토록 한다. 다만 요즘에는 고정임기 의회법에 의거, 선거교서가 각 지역구 담당관에게 바로 송부되는 것으로 바뀌었다. 이는 이제 국왕이 선거 실시보다는, 새 의회의 소집만을 명하는 쪽으로 흘러가는 추세를 관련조항으로 반영했기 때문이다. 총선은 의회소집 선언이 이뤄진 뒤, 주말과 공휴일을 제외한 17일 이내에 치러져야 한다. 국왕 포고문은 전통적으로 추밀원에서 수기로 발행하여 시티오브런던의 맨션 하우스로 전달된다. 그런 뒤 런던시의 포고관 (Common Cryer)이 런던시 중앙에 위치한 왕립거래소 계단에 서서 포고문을 크게 낭독한다. 이어 각 런던 자치구에서도 포고문이 낭독된다. 2017년 영국 총선 당시에도 이러한 전통이 재현되었다.
영국 국왕은 명목상으로는 어느 때라도 의회를 해산하고 총선을 실시할 수 있다. 하지만 헌법적 관습에 따라 이 같은 결단을 단독적으로 행사하지 않으며, 영국 총리의 건의에 따라서만 행사한다. 옛날에는 내각 전체가 나서서 국왕의 허가를 받는 것으로 되었으나, 1918년부터는 총리 혼자서만 건의하고 있다. 한편으로 의회가 1년 넘게 이어나갈 수 있고, 서민원 내 과반수 의원을 통솔할 수 있는 인물이 있다고 보이면 총리의 건의를 물릴 수 있다고 해석하는 시각이 존재하였다 (레이설스 원칙). 이는 곧 원내 과반을 확보한 상태에서 불리한 국면에 놓인 총리가, 조기 총선을 실시하지 않고 남은 임기를 채우는 근거가 되며, 사실상 자신이 원하는 시기에 의회를 해산할 권한을 가진 사람은 총리에게 돌아간다는 시각이기도 했다.

## 의회의 임기와 해산 시기
당초 영국 의회는 1715년 칠년법 (1911년 의회법으로 개정) 조항에 따라 5년 임기를 수행한 뒤에 자동으로 해산되도록 하였다. 하지만 이 임기란 것도 의회의 의사에 따라 무시될 수 있었다. 1911년 이래 의회 임기가 5년을 넘어서 연장된 것은 총 두 차례로, 각각 양대 세계대전 당시에 이뤄졌다. 그러다 2010년 총선에서 보수당과 자유민주당이 연정을 구성할 당시 체결한 보수당-자유민주당 연립내각 협약에서 고정임기 의회 제도를 처음 도입하게 되었다. 약 5년의 고정된 임기마다 해산되는, 혹은 조기에 해산되더라도 관련법 제정으로 법적 근거를 마련토록 한 결과물이 바로 2011년 고정임기 의회법이다. 의회법 제정으로 5년 임기 만료 전에 총리가 의회해산을 마음대로 단행하는 일은 어려워지게 되었다.
2015년 3월 30일에는 이례적으로, 또 사상 처음으로 국왕의 선언에 의해서가 아닌 임기 만료로 인해 의회가 자동 해산됐다. 상술했듯 1715년 칠년법에서 5년 임기가 만료되면 자동으로 의회가 해산되도록 하였기에 원칙적으로는 올바른 절차였지만, 실제로는 5년 임기를 다 채우기 전에 총리의 건의를 거쳐 국왕 포고로 의회 해산이 단행되는 경우가 부지기수였기 때문이었다. 해산 당일 데이비드 캐머런 영국 총리는 엘리자베스 2세 여왕을 알현하였으나 그간의 관례대로 새 의회 소집만이 논의되었을 뿐, 의회 해산에 관한 이야기는 없었다. 또 3월 30일 이뤄진 국왕 포고도 차기 의회 (및 총선 실시)를 명할 뿐이었다.
그러나 고정임기제도를 향한 회의적인 시각과 불만이 더해져 가면서, 2015년 총선 이후로는 고정 임기에 따라 의회가 해산되는 일은 없었다. 2017년 영국 총선의 경우 브렉시트 협상 과정의 영향에 따라 조기에 치러진 선거였다. 임기 만료 이전에 의회가 조기 해산되려면 원내 표결을 거치라는 법 근거에 따라, 조기 총선 결의안이 의회에 제출되어 찬성 522표, 반대 13표로 통과되었다.
2019년 영국 총선은 아예 국왕 포고도, 고정임기법도 상관없이 관련법 제정만으로 선거가 치러진 사례로 남게 되었다. 2019년 조기총선법은 영국 의회가 2011년 고정임기 의회법 제2조 2항 (총리 불신임 표결, 혹은 의회 자체표결 통과에 의거해 국왕이 해산을 포고함)에 명시된 절차를 취하지 않고서도 해산될 수 있게 되었다. 또 선거일도 2011년 고정임기 의회법 제7조 2항에 따라 12월 12일로 확정하게 되었다.
2019년 총선에서 보수당과 노동당은 고정임기법 폐지를 공약으로 내세웠고, 2020년 12월에는 보수당 정부에서 2011년 고정임기 의회법 (수정)안을 처음 작성하였다. 이 법안은 이후 '의회 해산 및 소집법' (Dissolution and Calling of Parliament Bill)이란 이름으로 바뀌어 2021년 5월 서민원에 상정되었다. 의회 해산 소집법은 기존의 고정의회 임기법을 전면 대체하는 성격이 되었으며, 국왕이 총리의 건의에 따라 행사하는 의회 해산 특권을 복원하고, 의회 첫 소집일 (또는 투표일로부터 평일 25일 후)로부터 5년 뒤에 의회가 자동 해산되도록 하는 내용이 담겼다. 이 법은 2022년 3월 24일 국왕 재가를 받았다.